# Bonbon (låt)
Bonbon (stiliserat BonBon, svenska: okej, okej) är en låt på albanska framförd av den kosovoalbanska sångerskan Era Istrefi. Låten släpptes som singel den 30 december 2015 och skrevs av Istrefi själv tillsammans med Ergen Berisha, Cricket, BigBang och Toton med BigBang som producent. I januari 2016 blev låtens musikvideo en stor viral hit. Låten gick därefter in på topplistor i Frankrike, Bulgarien, Österrike, Belgien och Tyskland utöver Albanien och Kosovo där låten toppade listorna.

## Musikvideo
Låtens musikvideo släpptes den 30 december 2015 på NESËRS officiella Youtube-kanal. Den innehåller Istrefi som framför låten på en snötäckt väg i Kosovo.
I januari blev låten känd viralt och började spridas via sociala medier som Facebook och Instagram med liknelser med både Rihanna och Sia. På grund av låtens framgångar skrev Istrefi kontrakt med de amerikanska skivbolagen Sony Music och Ultra Music. Under tidiga mars 2016 togs videon ner från NESËRS Youtube-kanal efter att ha visats över 25 miljoner gånger och laddades istället upp på Youtube av Ultra Music. Musikvideon har för närvarande över 500 miljoner visningar på youtube.

## Topplistor
| Lista (2016)                   | Topplacering |
| ------------------------------ | ------------ |
| Albanien (Top 200)             | 1            |
| Belgien (Ultratop 50 Wallonia) | 34           |
| Bulgarien (IFPI)               | 3            |
| Frankrike (SNEP)               | 55           |
| Grekland (IFPI)                | 13           |
| Israel (Media Forest)          | 5            |
| Nederländerna (Single Top 100) | 98           |
| Schweiz (Schweizer Hitparade)  | 54           |
| Tyskland (GfK)                 | 10           |
| Österrike (Ö3 Austria Top 40)  | 44           |